# Rina Sawayama
Rina Sawayama (リナ・サワヤマ) (Niigata, 16 augustus 1990) is een Japans-Britse singer-songwriter en model woonachtig in Londen. Tijdens haar studie politiek, psychologie en sociologie aan Magdalene College in Cambridge was Sawayama lid van de hiphopgroep Lazy Lion samen met muzikant Theo Ellis. Sawayama maakte haar solodebuut met haar ep Rina in 2017. Haar debuutalbum, Sawayama, werd uitgebracht in april 2020 met lovende kritieken.

## Privéleven
In augustus 2018 kwam Sawayama uit de kast tijdens een interview met Broadly. Ze identificeert zich als biseksueel en als panseksueel.
In juli 2020 ondertekende ze een open brief aan de Britse minister voor Vrouwen en Gelijkheid Liz Truss waarin een verbod op alle vormen van lhbt+-conversietherapie werd geëist.

## Discografie

### Albums
- Sawayama (2020)
- Hold The Girl (2022)

### Extended plays
- Rina (2017)
- Sawayama Remixed (2020)

### Singles
| Single met eventuele hitnotering(en) in de Nederlandse Top 40             | Datum van verschijnen | Datum van binnenkomst | Hoogste positie | Aantal weken | Album/ep                  | Opmerkingen         |
| ------------------------------------------------------------------------- | --------------------- | --------------------- | --------------- | ------------ | ------------------------- | ------------------- |
| Sleeping in Waking                                                        | 2013                  | -                     | -               | -            | Singles zonder album      | -                   |
| Who?                                                                      | 2013                  | -                     | -               | -            | Singles zonder album      | -                   |
| Where U Are                                                               | 2016                  | -                     | -               | -            | Singles zonder album      | -                   |
| This Time Last Year                                                       | 2016                  | -                     | -               | -            | Singles zonder album      | -                   |
| Cyber Stockholm Syndrome                                                  | 2017                  | -                     | -               | -            | Rina                      | -                   |
| Alterlife                                                                 | 2017                  | -                     | -               | -            | Rina                      | -                   |
| Tunnel Vision (met Shamir)                                                | 2017                  | -                     | -               | -            | Rina                      | -                   |
| Valentine (What's It Gonna Be)                                            | 2018                  | -                     | -               | -            | Singles zonder album      | -                   |
| Cherry                                                                    | 2018                  | -                     | -               | -            | Singles zonder album      | -                   |
| Flicker                                                                   | 2018                  | -                     | -               | -            | Singles zonder album      | -                   |
| STFU!                                                                     | 2019                  | -                     | -               | -            | Sawayama                  | -                   |
| Comme des Garçons (Like the Boys) (solo en Brabo Remix met Pabllo Vittar) | 2020                  | -                     | -               | -            | Sawayama                  | -                   |
| XS (solo en remix met Bree Runway)                                        | 2020                  | -                     | -               | -            | Sawayama                  | -                   |
| Chosen Family                                                             | 2020                  | -                     | -               | -            | Sawayama                  | -                   |
| Bad Friend                                                                | 2020                  | -                     | -               | -            | Sawayama                  | -                   |
| Dance in the Dark (Spotify Singles)                                       | 2020                  | -                     | -               | -            | Sawayama Remixed          | Cover van Lady Gaga |
| Lucid                                                                     | 2020                  | -                     | -               | -            | Sawayama (Deluxe Edition) | -                   |
| Chosen Family (met Elton John)                                            | 2021                  | -                     | -               | -            | Single zonder album       | -                   |

## Tours

### Als headliner
- Ordinary Superstar Tour (2018)
- The Dynasty Tour (2021)

### Als voorprogramma
- Charli XCX - Charli Live Tour (2019)

## Filmografie
Sawayama speelde de rol van Akira in de film John Wick: Chapter 4 uit 2023.